# Provincia Kapisa
Provincia Kapisa (paștună کاپيسا) este una dintre provinciile Afganistanului. Este localizată în partea centrală a statului.